# دیربورن (میشیگان)
دیربورن (به انگلیسی: Dearborn) نام شهری در شمال آمریکا در ایالت میشیگان است.
شهرک میچ یکی از شهرک‌های این شهر است که دارای یک مسجد جامع، مناره‌های بلند و میدانی با نمادهای عربی و رستوران، بخشی از این شهر را همانند کشورهای خاورمیانه ساخته‌است. از آنجایی که دیربورن به عنوان زادگاه شرکت «فورد» شناخته شده‌است، می‌توان گفت این شهر، جایی است که میانه‌های شرق و غرب به هم می‌پیوندد.

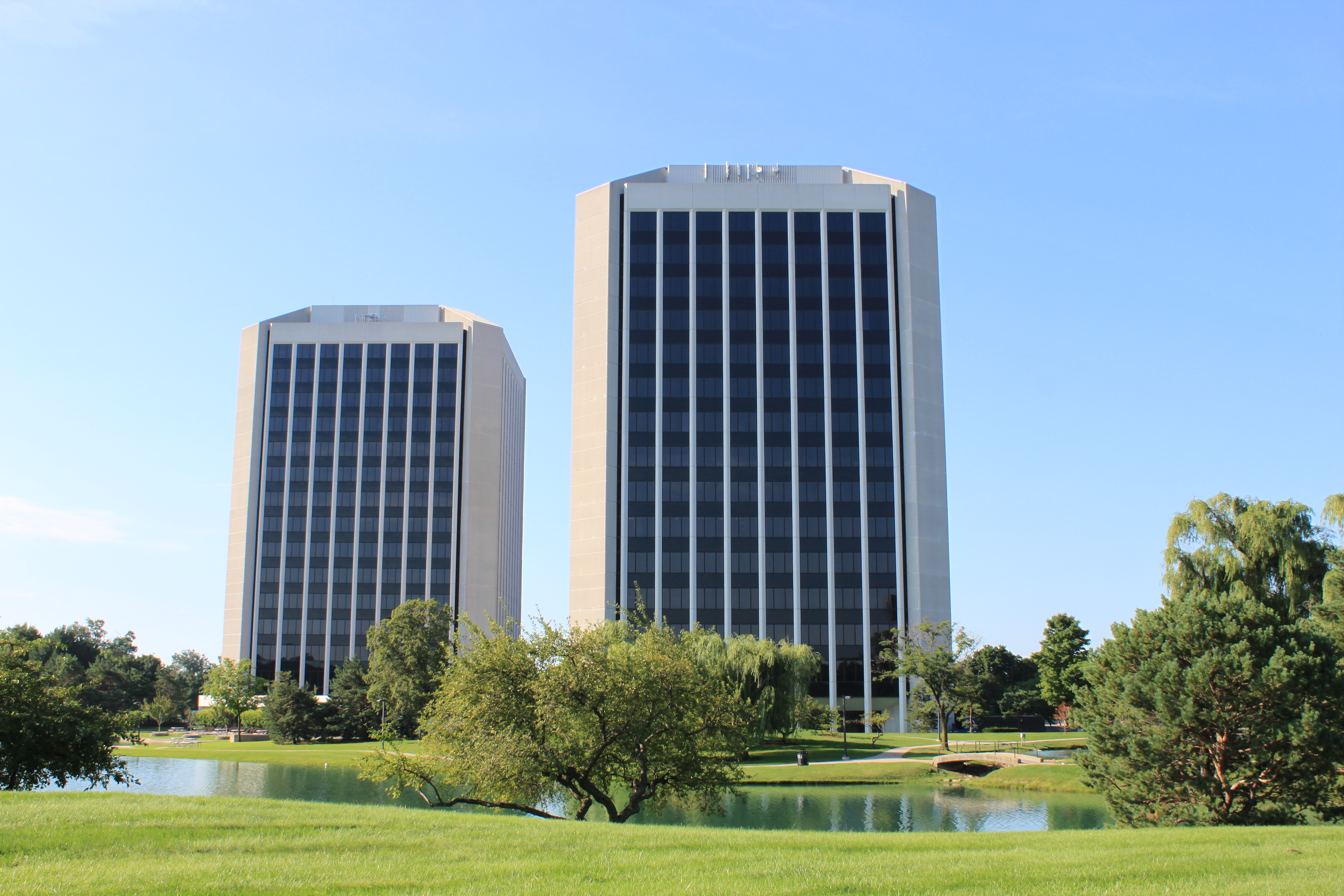

یک سوم جمعیت شهر صد هزار نفری دیربورن را مردم عرب تشکیل می‌دهند که عمدتاً عبارتند از مسیحیانی از لبنان و فلسطین و مسلمانانی از یمن، سوریه و عراق. این مهاجرت‌ها بیشتر به جهت اشتغال در صنعت خودرو در این منطقه صورت گرفت. خیابان «وارن» در دیربورن مرکز زندگی عربی در این منطقه‌است. در دهه‌های گذشته، از زمانی که تعدادی از مهاجران عرب شروع به تأسیس رستوران‌های خاورمیانه‌ای، سوپرها و بوتیک‌ها کردند، این منطقه توسعه بیشتری یافته‌است.

## جاذبه‌های شهر

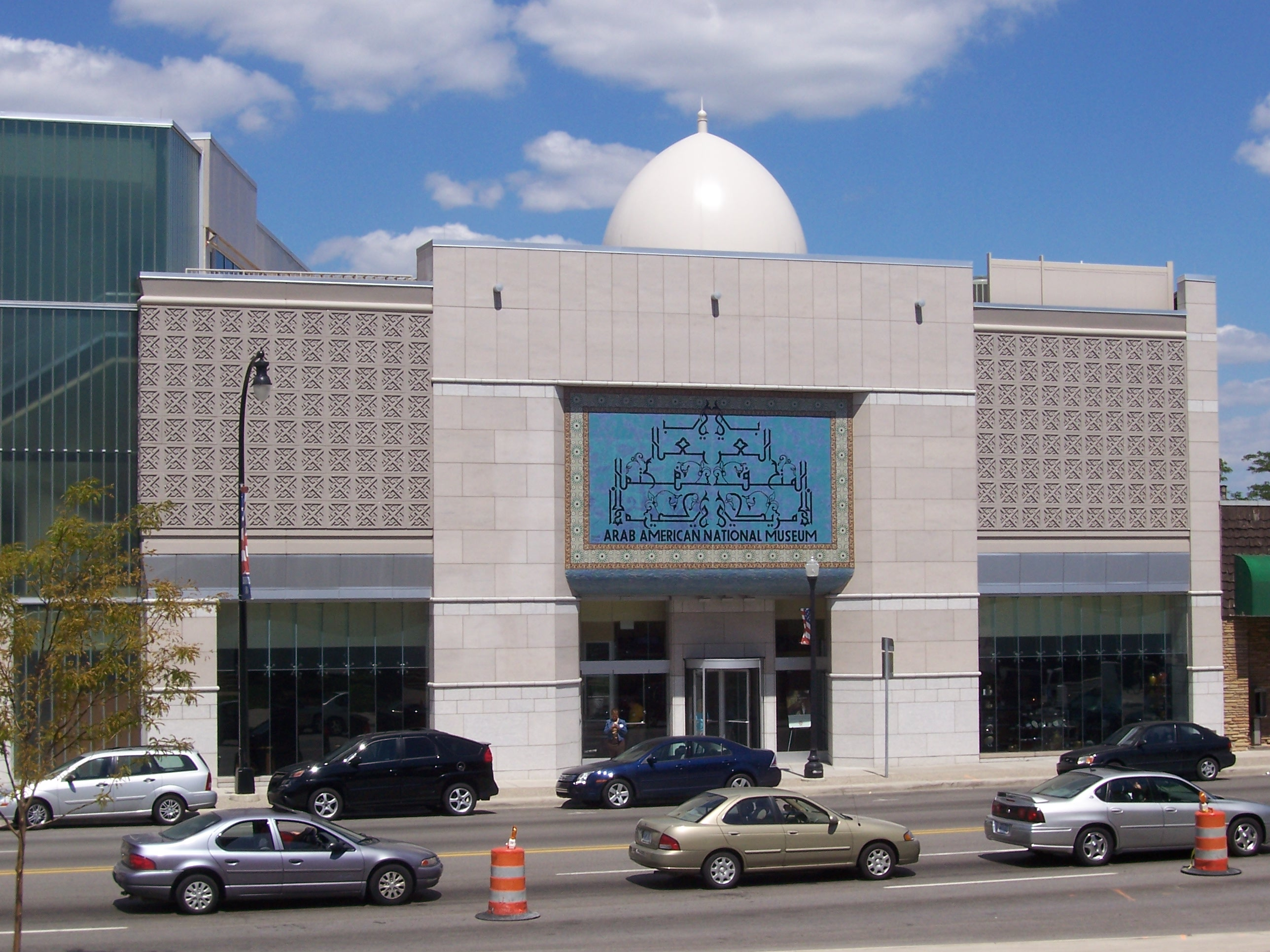
موزه ملی عرب – آمریکا

### موزه فورد و موزه عربی- آمریکایی
«موزه هنری فورد و سرزمین سبز» یکی از موزه‌های شهر دیربورن است که سالانه بیش از یک میلیون بازدیدکننده به این منطقه می‌آیند.

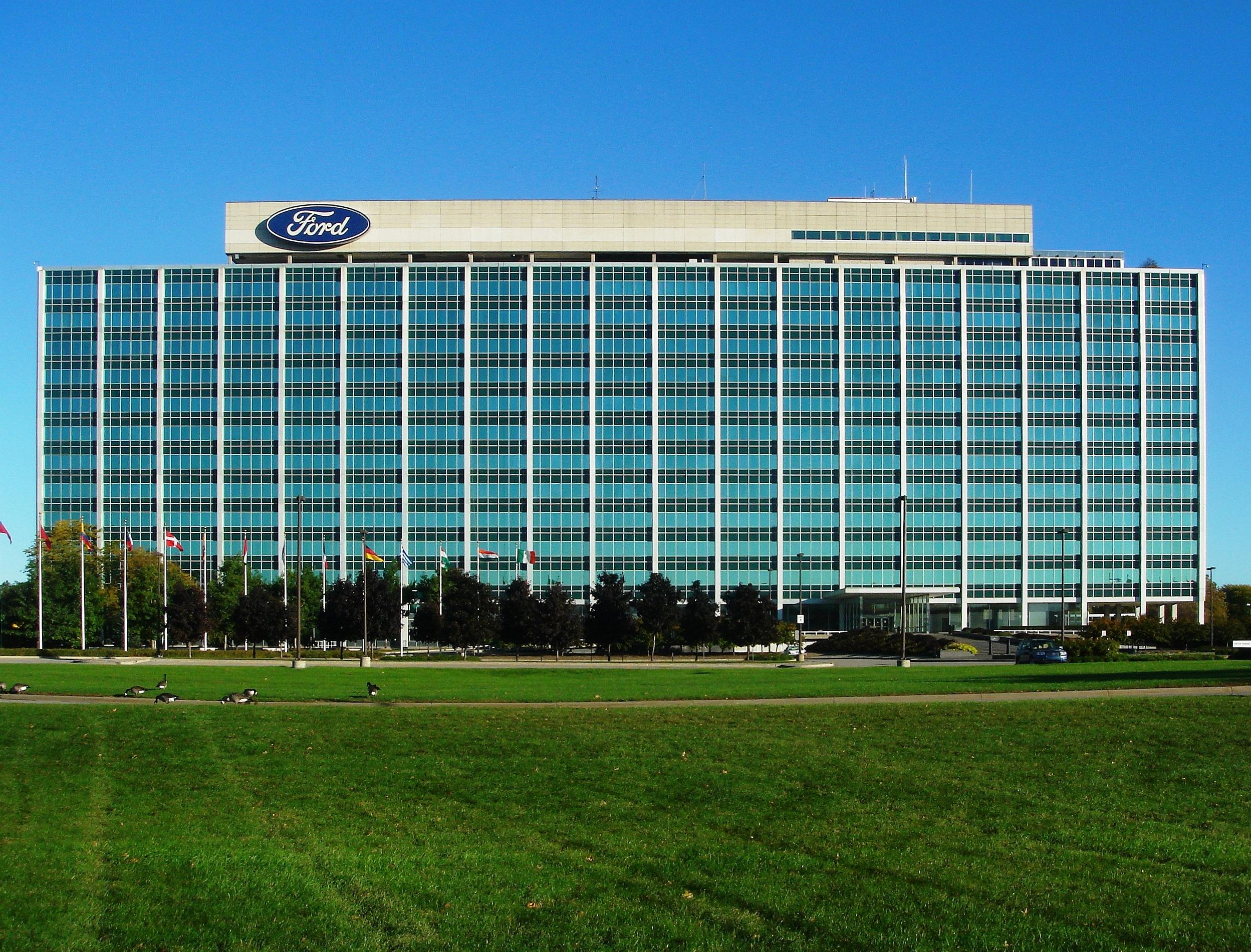

موزه دیگری که تلفیق زیبای زندگی غرب و شرق را به نمایش گذاشته‌است، موزه ملی عرب – آمریکاست و همچنین اولین مؤسسه ملی در زمینه جمع‌آوری داستان‌های مشترک عرب و آمریکاست که همراه بسیاری از برنامه‌های مرتبط از جمله زبانشناسی در زبان محاوره‌ای این دسته مردم به نمایش می‌گذارد.